# 劉宗平
劉宗平，江西吉安府吉水縣人，軍籍。明朝文学家。
早年為儒士出身，后被選為翰林院檢討，之後參與修撰《永樂大典》。有子劉觀、劉益。